# Лоренсу, Агоштинью
Агошти́нью Лоре́нсу да Консейса́н Пере́йра (порт. Agostinho Lourenço da Conceição Pereira; 1886, Лиссабон — 1964, Лиссабон) — португальский военный и полицейский, первый директор ПИДЕ в 1933—1954 годах. Близкий сподвижник Антониу Салазара, один из основателей и ведущих политиков Нового государства. В 1956—1960 годах — президент Интерпола.

## В армии и полиции
Родился в семье военного монархических взглядов. Окончил пехотное училище, поступил на армейскую службу. В 1916 году прошёл военную подготовку в Танкуше. В 1917 году участвовал в Первой мировой войне на стороне Антанты, служил на Западном фронте инструктором по стрельбе. Получил звание лейтенанта.
Вернувшись в Португалию, Агоштинью Лоренсу служил в генеральном штабе, затем перешёл на полицейскую службу. При диктатуре Сидониу Паиша возглавлял администрацию Лейрии.
Агоштинью Лоренсу придерживался правых консервативно-националистических взглядов. Он поддержал военный переворот 1926 года. При правлении генерала Кармоны получил звание капитана и должность комиссара полиции. В 1931 году стал начальником полиции Лиссабона. Жёстко преследовал подпольные организации карбонариев, левых республиканцев и анархистов. Был убеждённым сторонником Антониу Салазара.

## Первый директор ПИДЕ
В 1933 году премьер-министр Салазар назначил капитана Лоренсу директором тайной полиции PDVE — первого формата спецслужбы ПИДЕ. На этом посту Лоренсу заложил основы репрессивной политики и карательного аппарата Нового государства.
При наборе сотрудников ПИДЕ предпочтение отдавалось крестьянам и выходцам из городских низов (люди с высшим образованием — обычно военным или полицейским — были в штате редкостью, но занимали руководящие должности). Карательная практика основывались на выборочной нейтрализации активистов, без массового террора. Объектами политического сыска являлись прежде всего представители социальных низов и лица свободных профессий (считавшиеся склонными к левой идеологии и подверженными левой пропаганде). Основные репрессивные удары наносились по анархистам, а после их разгрома — по компартии. Антикоммунизм, консерватизм и корпоративизм являлись главными политико-идеологическими установками ПИДЕ.
Спецслужба превратилась в важную опору режима, директор ПИДЕ Лоренсу — в одного из ключевых политиков Португалии. Он еженедельно встречался с Салазаром для подробных докладов и совместной выработки курса репрессивной политики. В июле 1937 года Лоренсу лично возглавлял расследование покушения на Салазара.
В политических взглядах Лоренсу просматривались некоторые ультраправые черты и до определённых пределов даже пронацистские симпатии (в 1941 году он получил германскую награду). В ещё большей степени он симпатизировал Франко и франкистам. Под его руководством жёстко преследовались сторонники испанских республиканцев во время гражданской войны. Однако в целом его мировоззрение — как и политика ПИДЕ — характеризуется в качестве консервативного, а не фашистского.
В период Второй мировой войны Агоштинью Лоренсу занимал двойственную позицию, маневрируя между Третьим рейхом и Великобританией. Методами спецслужбы он регулировал закупки вольфрама представителями государств Оси и Антигитлеровской коалиции, стараясь на этой основе укреплять португальские международные позиции и максимизировать португальский доход. Существуют предположения о завербованности Лоренсу с обеих сторон и получении им денежных выплат, однако документально эти данные не подтверждены.
После войны Агоштинью Лоренсу оставался директором ПИДЕ. Он внёс большой вклад в политическую стабилизацию салазаровского режима. Лоренсу возглавлял ПИДЕ более 20 лет — значительно дольше, чем любой из его преемников.

## Президент Интерпола
В 1954 году Агоштинью Лоренсу оставил пост директора ПИДЕ (его преемником стал Антониу Невеш Граса). В 1956—1960 годах Лоренсу был президентом Интерпола — единственный португалец на этом посту.
Последние годы Агоштинью Лоренсу прожил частной жизнью. Скончался в возрасте 78 лет.

## Личностные особенности
Служебный и тем более политический стиль Агоштинью Лоуренсу отличался максимальной «затенённостью» и закрытостью. Он всячески избегал публичности, старался не появляться на открытых мероприятиях, никогда не общался с прессой. Его личная жизнь и подробности биографии скрыты по сей день.
Агоштинью Лоуренсу считается одним из самых влиятельных политиков «Нового государства», его называют «чёрным ангелом Салазара».

## Интересные факты
Одна из улиц в центральном районе Лиссабона носит имя Агоштинью Лоренсу — Rua Agostinho Lourenço. Название было дано в 1903 году в честь португальского учёного-химика Агоштинью Висенте Лоренсу и не имеет никакого отношения к первому директору ПИДЕ. Однако многие жители португальской столицы воспринимают его именно таким образом. После Революции гвоздик 1974 года представители левой общественности неоднократно поднимали вопрос о переименовании улицы Агоштинью Лоренсу в честь коммунистического профсоюзного активиста Мануэла Родригеша да Силва, заключённого тюрем ПИДЕ.